# Lemsterland
Lemsterland (anhörenⓘ) (westfriesisch Lemsterlân) war eine Gemeinde im Süden der Provinz Friesland (Niederlande). Sie hatte 13.524  Einwohner (Stand: 31. Dezember 2013).  Durch den Zusammenschluss der bisherigen Gemeinden Gaasterlân-Sleat, Lemsterland und Skarsterlân entstand am 1. Januar 2014 die neue Gemeinde De Friese Meren, die am 1. Juli 2015 den friesischen Namen De Fryske Marren annahm.
Der Sitz der Verwaltung war Lemmer, andere Orte in der Gemeinde waren: Bantega, Delfstrahuizen, Echten, Echtenerbrug, Eesterga, Follega, Oosterzee und Oosterzee-Buren.

## Politik

### Sitzverteilung im Gemeinderat
| Partei                            | Sitze | Sitze | Sitze | Sitze |
| Partei                            | 1998  | 2002  | 2006  | 2010  |
| --------------------------------- | ----- | ----- | ----- | ----- |
| Gemeentebelangen Lemsterland      | 1     | 3     | 3     | 4     |
| CDA                               | 4     | 4     | 3     | 3     |
| Nieuwe Communistische Partij-NCPN | 2     | 2     | 3     | 2     |
| VVD                               | 2     | 2     | 2     | 2     |
| PvdA                              | 3     | 2     | 3     | 2     |
| D66                               | 1     | 1     | —     | 1     |
| ChristenUnie                      | —     | 1     | 1     | 1     |
| GroenLinks/D66                    | —     | —     | 0     | —     |
| Lijst-Leeuw                       | 1     | —     | —     | —     |
| RPF                               | 1     | —     | —     | —     |
| Gesamt                            | 15    | 15    | 15    | 15    |

## Töchter und Söhne der Stadt
- Tiemen Groen (1946–2021), Radrennfahrer, geboren in Follega